# Cavalese
Cavalese (Cavalés in dialetto fiemmese) è un comune italiano di 4 008 abitanti della provincia autonoma di Trento in Trentino-Alto Adige.
Fa parte della Magnifica Comunità di Fiemme ed è il centro amministrativo, culturale e storico della Valle di Fiemme. Situato a 1 000 metri sopra il livello del mare, è una località turistica frequentata sia in inverno sia in estate.

## Storia
Le origini di Cavalese si fanno risalire attorno al XI sec, insediamento sviluppatosi in seguito alle lotte di potere tra Welfen (ghibellini) ed i principi vescovi di Trento. 
Sul suo territorio più a valle si ergeva il villaggio di Cadrubio (Quadruvium) dove sono attestati ritrovamenti della tarda età del bronzo e di un castelliere preistorico.

### Cadrubio
In età tardo-romana e in età barbarica sulla vicina altura di San Valerio si ergeva un castelliere che poi si evolse in un castello e in un santuario. La romanizzazione del luogo è ulteriormente confermata dal ritrovamento di alcune monete antiche e dalla presenza di una necropoli del VI secolo.

### Cavalese
La cittadina si è sviluppata a partire dal XI secolo, quando lungo le rive del rio Gambis sorsero mulini, segherie e officine da fabbro, per la lavorazione del rame. A partire dall'anno 1026 la Valle di Fiemme era governata dai Principi Vescovi di Trento, ma ottenne ampia autonomia solo a partire dal 1111, attraverso l'istituzione della Comunità di Fiemme oggi Magnifica Comunità di Fiemme con sede allora ed oggi a Cavalese.
Nel XVI e XVII secolo divenne luogo di villeggiatura dei vescovi e dei nobili trentini, che vi fecero costruire i loro palazzi. Il palazzo dei vescovi sarebbe poi divenuto, nel XIX secolo, la sede della Magnifica Comunità di Fiemme.
Nel XVIII secolo fu centro di interesse per la presenza della scuola pittorica di Giuseppe Alberti, nella quale apprese l'arte anche Michelangelo Unterperger.
Durante le guerre napoleoniche venne conquistata dai francesi dopo una strenua lotta da parte delle milizie locali degli Schützen, che nei pressi di Castello di Fiemme riuscirono a contrastare il nemico perché appoggiati dall'artiglieria e dall'Esercito Imperiale Austriaco. Il ritiro dell'esercito in postazioni più vicine a Bolzano per l'arrivo da nord dei Bavaresi spinse le milizie ad una lotta impari contro truppe ben addestrate francesi le quali riuscirono a penetrare in Val di Fiemme, prima fino a Cavalese dove si acquartierarono e poi fino Ziano.
Nella prima guerra mondiale divenne centro operativo per le truppe dell'Imperiale e regio esercito per il dislocamento dei reparti lungo la catena del Lagorai con il comando nel palazzo della Magnifica Comunità di Fiemme.
Nel XX secolo si ebbe un grande sviluppo dell'edilizia e del turismo, con la costruzione di numerosi alberghi e nuove vie di comunicazione. Nella seconda guerra mondiale, durante l'occupazione nazista, Cavalese fu teatro di scontri del movimento della Resistenza. Dal secondo dopoguerra l'abitato si sviluppò oltre il terrazzo-pendio, giungendo alle porte dei paesi vicini.
Nel 1976 a marzo si verificò il disastro della funivia di Cavalese che causò la morte di 42 persone e nel 1998 si verificò una seconda tragedia, l'incidente della funivia del Cermis.

### Simboli
Lo stemma è stato riconosciuto con DCG del 3 settembre 1929.
Il gonfalone è un drappo a sette fasce verticali uguali rosse e bianche.

## Monumenti e luoghi d'interesse

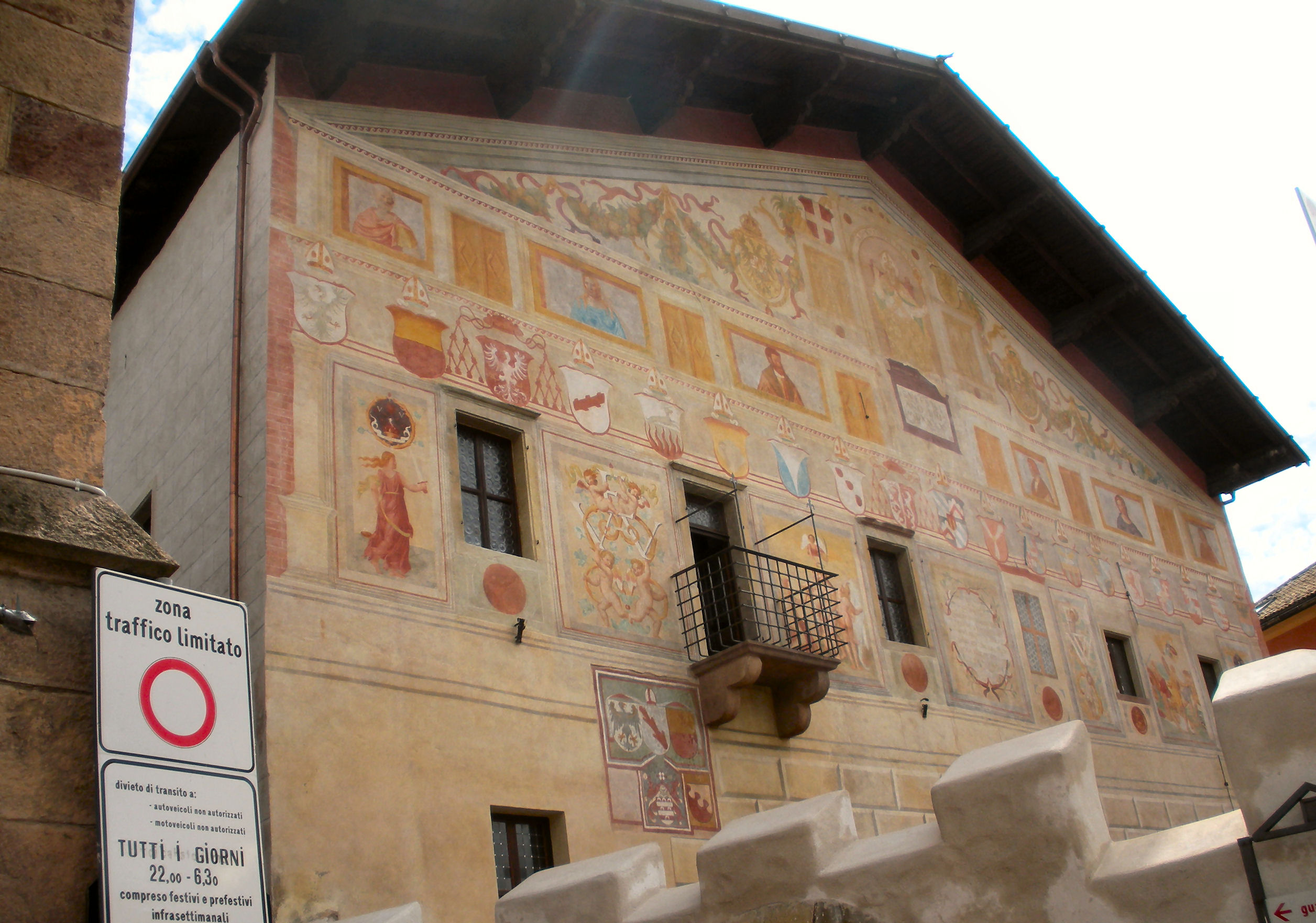
Il palazzo della Magnifica Comunità di Fiemme

- Chiesa di San Vigilio, consacrata nel 1698, con arredamento donato in parte dall'imperatore Leopoldo I e dalla consorte Eleonora. Sull'ampio timpano della facciata principale, sopra l'ingresso, si trova un affresco di Antonio Longo che raffigura San Vigilio. L'interno segue austere linee francescane e i suoi tre altari lignei sono del XVII secolo. La pala dell'altar maggiore, come tutti i dipinti presenti, sono di Giuseppe Alberti. All'esterno si sviluppa un chiostro ornato da tre meridiane, la più antica delle quali risale al 1692, e un orto con un osservatorio meteorologico, installato nel 1882 dal Comune di Cavalese.

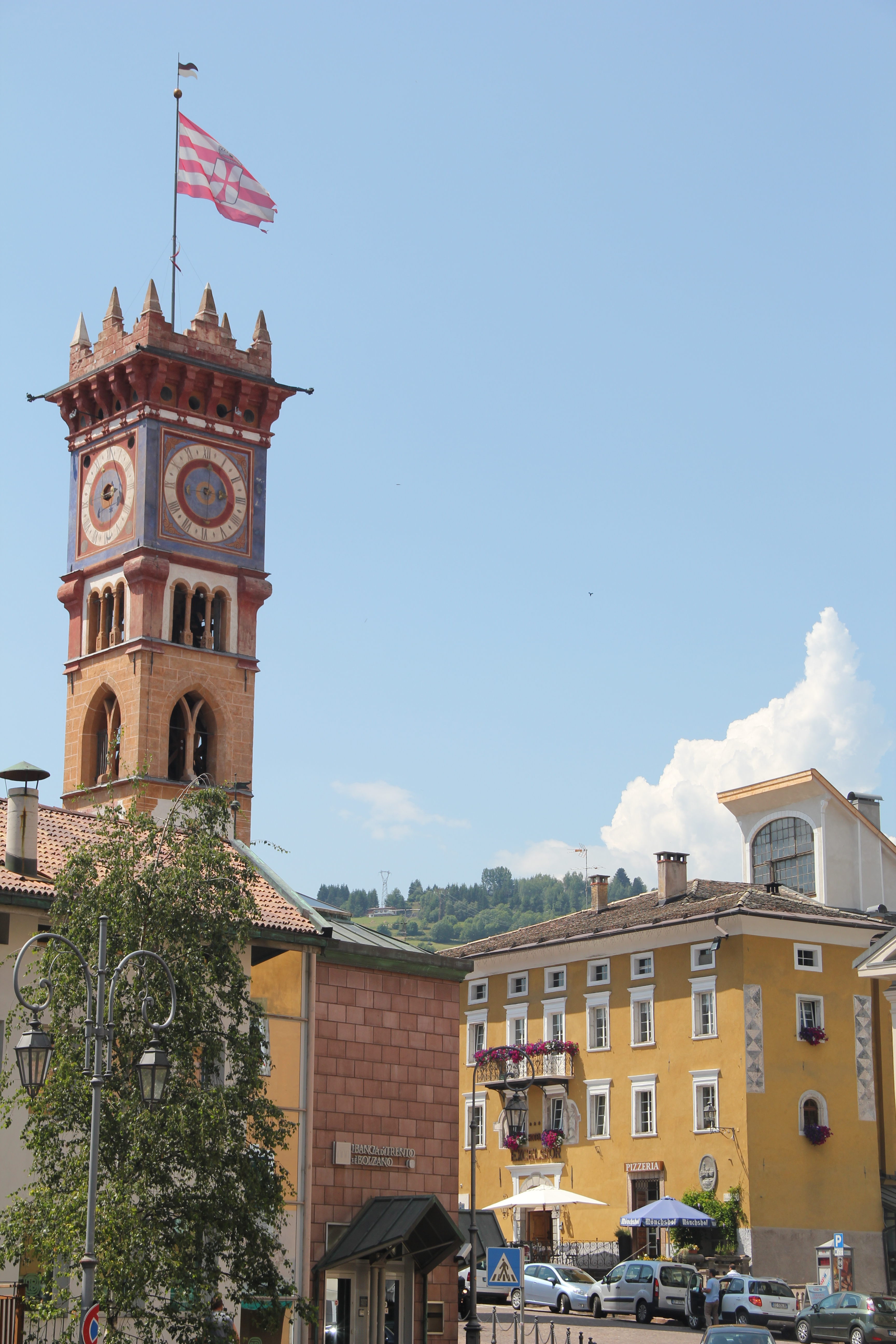
Il centro di Cavalese

- Palazzo della Magnifica Comunità. Fu costruito nel Medioevo per volere dei vescovi di Trento al fine di dare una sede ai loro vicari in val di Fiemme e come eventuale residenza estiva. Lo stemma della Comunità è accompagnato dall'iscrizione che riassume le vicende storiche del Palazzo: l'originale progetto del XII secolo fu ampliato nel Rinascimento e nel 1810 divenne la sede della Magnifica Comunità e fu restaurato tra il 1935 e il 1938. Lo stemma è composto da sei fasce bianche e rosse sormontate da una croce e fu concesso alla comunità nel 1588 dal cardinale Ludovico Madruzzo. L'interno è rinascimentale. Il piano terra sono visitabili le prigioni, al primo piano si trovano gli uffici della Magnifica Comunità di Fiemme e al secondo piano vi sono una pinacoteca ed un museo. Nel palazzo è presente l'archivio della Comunità che comprende numerose pergamene che vanno dal XIII al XVIII secolo.
- Chiesa di San Sebastiano con il campanile che svolge anche la funzione di torre civica e che quindi è simbolo, col palazzo della Magnifica Comunità, dell'autonomia amministrativa cittadina. La Torre fu sopraelevata nel 1805 su disegno di Antonio Longo e nel 1830 l'ingegnere Dalbosco disegnò il coronamento sopra l'orologio, che era stato danneggiato da un fulmine. L'edicola alla base della Torre ospita dal 1739 la statua di San Giovanni Nepomuceno per proteggere Cavalese dalle piene del torrente Gambis.
- Santuario della Madonna Addolorata
- Chiesa della Santissima Trinità, nella frazione di Masi.
- Campanile di San Valerio

Nella parte alta della cittadina, lungo la Strada statale 48 delle Dolomiti, sorgono le numerose dimore nobiliari.
Nella parte bassa, la più antica, si trova la pieve di Santa Maria Assunta, circondata da un parco. Qui, ai piedi di un tiglio secolare, si possono vedere alcuni banchi in pietra disposti a circolo intorno a un tavolo, anch'esso in pietra: si tratta del cosiddetto “Banc de la Reson” ("Banco della ragione"), ricostruzione del luogo in cui il Vicario del Principe Vescovo di Trento periodicamente amministrava la giustizia.

## Società

### Evoluzione demografica
La situazione anagrafica è in costante evoluzione: nel 1936 vi erano 2 736 abitanti e nel 1974 ve ne erano 3 547. Nel 2010 ha superato la soglia dei 4 000 abitanti.
Abitanti censiti

## Cultura

Gonfalone civico

### Scuole
Cavalese è la sede principale dell'Istituto d'Istruzione Superiore intitolato al gruppo antinazista tedesco "La Rosa Bianca - Weiße Rose". La scuola ha vari indirizzi: Liceo Scientifico, Liceo delle Scienze Umane, Liceo Scientifico-Tecnologico, Liceo Linguistico e Indirizzo tecnico CAT. Una sede staccata con altri indirizzi si trova a Predazzo.
L'Istituto Comprensivo raccoglie gli studenti della scuola media, intitolata a Giovanni Segantini, e quelli della scuola elementare.
La scuola dell'infanzia è a gestione autonoma.

## Geografia antropica

### Suddivisioni storiche
La circoscrizione territoriale ha subito le seguenti modifiche: nel 1928 aggregazione di territori dei soppressi comuni di Carano, Daiano e Varena; nel 1946 distacco di territori per la ricostituzione dei comuni di Carano (Censimento 1936: pop. res. 761), Daiano (Censimento 1951: pop. res. 550) e Varena (Censimento 1951: pop. res. 772).

## Economia
L'attività economica, soprattutto per quanto riguarda il commercio, l'edilizia, l'industria e la lavorazione del legno, è discreta.
Molto importanti per l'economia sono l'artigianato (i lavori principali sono in legno, ferro, marmo e cuoio) e il caseificio sociale Bassa Val di Fiemme, che produce formaggi e latticini derivanti dal latte trentino.
Le attività legate al turismo rivestono un ruolo primario: alberghi, ristoranti, impianti sciistici ed il settore edilizio, trainato dalla costruzione di molte "seconde case".

## Infrastrutture e trasporti

### Strade
La principale arteria stradale che serve Cavalese è la strada statale 48 delle Dolomiti.

### Impianti di risalita
L'Alpe Cermis è raggiungibile in ovovia partendo da una stazione in località Masi di Cavalese oppure dall'abitato di Cavalese, dove si trova una seconda stazione.
Il primo tratto (da Cavalese o da Masi) arriva ai 1 280 metri di Doss dei Laresi. Da questa terza stazione parte il tratto che arriva ai 2 000 metri di Cermis.
A Cermis poi inizia la seggiovia del Lagorai che arriva ai 2 250 metri della cima Paion del Cermis.

#### Tragedie del Cermis
Le funivie del Cermis sono state interessate da due gravissimi incidenti, nel 1976 e nel 1998.
- Nel primo incidente, avvenuto il 9 marzo 1976, morirono 42 persone. In quel caso due funi dell'impianto si accavallarono, tranciando il cavo portante.
- Nel secondo caso, avvenuto il 3 febbraio 1998, un aereo militare statunitense volando troppo basso tranciò i cavi dell'impianto di risalita, causando la morte di 20 persone.

### Ferrovie
Dal 1917 al 1963 era in funzione la ferrovia della Val di Fiemme che collegava Ora con Predazzo percorrendo la Val di Fiemme. A Cavalese erano in funzione due stazioni ferroviarie, la Cavalese Succursale e la Cavalese. La stazione ferroviaria in seguito è diventata stazione delle autolinee mentre la fermata, leggermente staccata dalla stazione, è diventata un bar che conserva, in ricordo della ferrovia, un affresco con il vecchio treno.

### Autobus
In sostituzione della linea ferroviaria è stata allestita una linea di autobus che dalla stazione di Ora/Auer fino a Cavalese presso la stazione centrale (ex stazione dei treni) consentono un collegamento costante ad ogni ora. In questa stazione si affiancano le due linee locali della Trentino Trasporti e della SAD: la prima con collegamento verso Trento e Canazei/Cianacéi, la seconda verso Ora/Auer.

## Sport

### Atletica
Al campo sportivo dei Dossi ci sono diverse società locali, quali U.S Cornacci Tesero e Cermis.

### Sci
Lo sport più praticato a Cavalese è senza dubbio lo sci. In particolare lo sci nordico che ha come massima espressione la Marcialonga. A Cavalese, infatti, è posto l'arrivo della storica manifestazione, la quale rappresenta l'evento sportivo dell'anno con migliaia di partecipanti. Inoltre nel 1991, nel 2003 e nel 2013 ha accolto i campionati mondiali di sci nordico.

### Hockey su ghiaccio
Lo sport di squadra più seguito è l'hockey su ghiaccio.
Fondato nel 1956, l'Hockey Club Fiemme si è sempre basato su un ottimo vivaio di giocatori locali, arrivando a vincere tre campionati di serie B e a militare nella massima serie dal 1987 al 1994. Attualmente partecipa al campionato di serie B e schiera con successo formazioni in tutte le categorie giovanili.

### Ciclismo
Per tre volte Cavalese è stata sede di arrivo di una tappa del Giro d'Italia, la prima nel 1969, l'ultima nel 1997.
Tappe del Giro d'Italia con arrivo a Cavalese
| Anno | Tappa | Partenza                            | km  | Vincitore di tappa | Maglia rosa     |
| ---- | ----- | ----------------------------------- | --- | ------------------ | --------------- |
| 1969 | 21ª   | Rocca Pietore                       | 131 | Claudio Michelotto | Felice Gimondi  |
| 1978 | 16ª   | Mazzin (cron. individuale)          | 45  | Francesco Moser    | Johan De Muynck |
| 1997 | 18ª   | Baselga di Piné (cron. individuale) | 39  | Serhij Hončar      | Ivan Gotti      |

Calcio.
Il campo sportivo dei Dossi, con fondo sintetico, (sede storica della U.S. Latemar e, per qualche tempo, della Nosbari) è la sede della ASD FIEMME CASSE RURALI che milita nel campionato di Promozione.